# Cerros de San Juan
Cerros de San Juan, auch Los Cerros de San Juan, ist eine Ortschaft in Uruguay.

## Geographie
Sie befindet sich auf dem Gebiet des Departamento Colonia in dessen südwestlichem Teil im Sektor 7. Der Ort liegt dabei südlich einer Ansammlung von Cerro de San Juan genannten topographischen Erhebungen. Südlich des Ortes verläuft der Río San Juan. Das Gebiet westlich der Ortschaft trägt die Bezeichnung Cuchilla San Juan, während sich östlich die Cuchilla del Miguelete erstreckt. Die nächsten Ansiedlungen in der Umgebung sind Antolín im Ostnordosten und Puerto Inglés in westnordwestlicher Richtung.

## Einwohner
Der Ort hatte bei der Volkszählung im Jahr 2011 60 Einwohner, davon 35 männliche und 25 weibliche. Für die vorhergehenden Volkszählungen der Jahre 1963, 1975, 1985 und 1996 sind beim Instituto Nacional de Estadística de Uruguay keine Daten erfasst worden.
| Jahr | Einwohner |
| ---- | --------- |
| 1996 | -         |
| 2004 | 75        |
| 2011 | 60        |

Quelle: Instituto Nacional de Estadística de Uruguay